# 휴먼다큐 사노라면
《휴먼다큐 사노라면》은 매주 일요일 밤 8시 20분에 방송되는 다큐멘터리 프로그램이다.

## 방송 시간
| 방송 채널 | 방송 기간                         | 방송 시간                           |
| --------- | --------------------------------- | ----------------------------------- |
| MBN       | 2012년 3월 7일 ~ 2012년 3월 28일  | 매주 수요일 밤 9시 30분 ~ 10시      |
| MBN       | 2012년 4월 3일 ~ 2012년 5월 8일   | 매주 화요일 저녁 7시 ~ 8시          |
| MBN       | 2012년 5월 15일 ~ 2015년 5월 5일  | 매주 화요일 밤 10시 ~ 11시          |
| MBN       | 2015년 5월 12일 ~ 2021년 4월 6일  | 매주 화요일 밤 9시 50분 ~ 11시      |
| MBN       | 2021년 4월 16일 ~ 2022년 6월 3일  | 매주 금요일 밤 9시 50분 ~ 11시      |
| MBN       | 2022년 6월 10일 ~ 2023년 7월 14일 | 매주 금요일 밤 9시 10분 ~ 10시 20분 |
| MBN       | 2023년 7월 23일 ~ 현재            | 매주 일요일 밤 8시20분~ 9시30분     |

## 같이 보기
관련 항목
- 다큐멘터리 프로그램

방송 프로그램
- 다큐On, 시사직격 (KBS 1TV)
- 다큐멘터리 3일, 세상의 모든 다큐, 스타 인생극장 (KBS 2TV)
- 휴먼다큐 사람이 좋다 (MBC TV)
- 마이 스토리 (MBN)
- 스타다큐 마이웨이 (TV조선)
- 한국경제 오디세이 (MBC 표준FM)